# Black Dice
Black Dice — музыкальная группа из Нью-Йорка, специализирующаяся на экспериментальной электронике. Их часто сравнивают с Animal Collective и называют даже «электро-примитив-версией Animal Collective».

## История
Группа была образована в 1997 году студентами, изучавшими графический дизайн. На начальном этапе музыканты исполняли скоростной хардкор-панк.
Группа дебютировала в начале 1998 года с синглом Black Dice на Gravity Records и Semen of the Sun (2000) на Tapes Records. Далее они появились на сборнике Troubleman Mix-Tape (2001) и выпустили несколько релизов на Troubleman Unlimited Records. Совместный альбом с Wolf Eyes, сплит с Erase Errata и EP Cold Hands появились в 2001 году. В следующем году Black Dice отказались от своих хардкор-истоков и переориентировались на электронику.
Дебютный альбом Beaches & Canyons (2002) вышел на лейбле DFA, как и последующие Creature Comforts (2004) и Broken Ear Record (2005). Затем группа сменила лейбл на Paw Tracks, принадлежащий Animal Collective. После издания очередных альбомов (Load Blown (2007) и Repo (2009)), на лейбле Ribbon Music вышел Mr. Impossible (2012).

## Eric Copeland
Вокалист и сооснователь группы Eric Copeland начал сольную карьеру в 2007 году, с изданием альбома Hermaphrodite на лейбле Paw Tracks.
В интервью британскому журналу FACT, Eric Copeland отметил альбомы, значительно повлиявшие на группу Black Dice: Energy (1989) группы Operation Ivy, Tulip (1990) группы Steel Pole Bath Tub, Nervous Circuits (1997) группы The VSS, Fake Train (1993) группы Unwound, Ethereal Killer (1992) группы Hammerhead.